# Cycas litoralis
Cycas litoralis är en kärlväxtart som beskrevs av Kenneth D. Hill. Cycas litoralis ingår i släktet Cycas, och familjen Cycadaceae. Inga underarter finns listade i Catalogue of Life.